# Ralf Scharf
Ralf Scharf (* 9. Februar 1959; † 22. Juli 2013) war ein deutscher Althistoriker, der vor allem durch Arbeiten zur Spätantike in Erscheinung getreten ist. 

## Leben
Nach der Mittleren Reife absolvierte Scharf von 1976 bis 1979 eine Ausbildung zum Grabungstechniker an der Außenstelle Darmstadt des Landesamts für Denkmalpflege Hessen. In den folgenden Jahren arbeitete er bis 1982 als archäologischer Zeichner beim Römisch-germanischen Zentralmuseum in Mainz. Zeitgleich erlangte er am Abendgymnasium das Abitur.
1982 nahm er an der Universität Heidelberg ein Studium der Alten Geschichte, Ägyptologie und evangelischen Theologie auf, welches er später durch ein Parallelstudium der provinzialrömischen Archäologie an der Universität Frankfurt ergänzte. 1989 schloss er sein Studium mit der Promotion an der Universität Mannheim bei Heinrich Chantraine ab. Seine Dissertationsschrift umfasst mehrere Aufsätze zum 5. Jahrhundert, die laut Scharf „mehr oder minder wichtige Vorfragen für eine geplante größere Studie über die römischen Regierungen des 5. Jahrhunderts im ost- sowie weströmischen Reichsteil und deren Politik behandeln“. Den Plan, diese größere Studie zu verfassen, scheint Scharf später jedoch verworfen zu haben. 1999 folgte stattdessen die Habilitation an der Universität Koblenz-Landau mit einer Arbeit zu den Foederaten. Bis zum Sommersemester 2009 war er danach als Dozent an der Universität Koblenz-Landau tätig.
Scharf galt als exzellenter Kenner der Geschichte des 5. Jahrhunderts und leistete insbesondere durch eine Reihe von Aufsätzen wichtige Beiträge zur Erforschung dieser Zeit, auch wenn mehrere seiner Thesen umstritten bleiben.

## Schriften (Auswahl)
- Spätrömische Studien. Prosopographische Studien und quellenkundliche Untersuchungen zur Geschichte des 5. Jahrhunderts nach Christus (= Mannheimer Historische Forschungen. Band 9). Palatium-Verlag im J-und-J-Verlag, Mannheim 1996, ISBN 3-938-03101-8 (= Dissertation).
- Foederati. Von der völkerrechtlichen Kategorie zur byzantinischen Truppengattung (= Tyche. Supplementband 4). Holzhausen, Wien 2001, ISBN 3-85493-040-2.
- Agrippa Postumus. Splitter einer historischen Figur (= Landauer Universitätsschriften – Geschichte. Band 6). Knecht, Landau 2001, ISBN 3-930927-71-3.
- Der Dux Mogontiacensis und die Notitia Dignitatum. Eine Studie zur spätantiken Grenzverteidigung (= RGA-Ergänzungsband. Band 50). Walter de Gruyter, Berlin/New York 2005, ISBN 3-11-018835-X (Rezension von Tassilo Schmitt auf sehepunkte; Rezension von Timo Stickler im Bryn Mawr Classical Review).